# Love Bite - Amore all'ultimo morso
Love Bite - Amore all'ultimo morso (Love Bite) è un film del 2012 diretto da Andy De Emmony.

## Trama
Inghilterra: Con l'arrivo della stagione estiva, nella città costiera di Rainmouth la scuola chiude. Di giorno gli amici di Jamie, lavorano in una locale fabbrica di torte e di notte girano in città per divertirsi. Jamie, invece lavora presso il piccolo albergo della madre. Jamie decide di andare via ma ad una festa incontra Juliana, una turista americana in vacanza; cambiando così i suoi programmi. A Rainmouth cominciano a verificarsi strani eventi, alcuni ragazzi spariscono; la notizia gira in città e si diffonde la voce che ci sia la presenza di un lupo mannaro.